# نیمتازپام
نیمتازپام (انگلیسی: Nimetazepam) یک داروی خواب‌آور با اثر متوسط است که از مشتقات بنزودیازپین است. دارای خواص خواب‌آور، ضداضطراب، آرام‌بخش و شل‌کننده عضلات اسکلتی است.  نیمتازپام همچنین یک ضد تشنج بسیار قوی است.